# Yukhari Seyidahmedli
Yukhari Seyidahmedli est un village de la région de Fizouli en Azerbaïdjan.

## Histoire
En 1993-2020, Yukhari Seyidahmedli était sous le contrôle des forces armées arméniennes. En 2020, la région de Fizouli, y compris le village d'Yukhari Seyidahmedli, a été restituée sous le contrôle de l'Azerbaïdjan.

## Économie
La principale occupation de la population du village est l'agriculture, la viticulture et l'élevage.

## Population
Selon les statistiques de 1993, la population du village est de 3000 personnes.

## Culture
Avant l'occupation, il y avait une école secondaire, un club, une bibliothèque et un poste médical dans le village.